# Brit Awards 1988
Les Brit Awards 1988 ont lieu le 8 février 1988 au Royal Albert Hall à Londres. Il s'agit de la 8e cérémonie des Brit Awards dont le nom officiel est alors BPI Awards. Elle est présentée par Noel Edmonds et retransmise en direct à la télévision sur la chaîne BBC One et simultanément sur la station de radio BBC Radio 1.
La catégorie Révélation internationale fait son apparition tandis que des comédies musicales figurent parmi les nommés dans la catégorie Meilleure bande originale de film.

## Interprétations sur scène
Plusieurs chansons sont interprétées lors de la cérémonie :
- Bananarama : Love in the First Degree (en)
- Bee Gees : You Win Again
- Chris Rea : Let's Dance
- Pet Shop Boys et Dusty Springfield : What Have I Done to Deserve This?
- Rick Astley : Never Gonna Give You Up
- Terence Trent D'Arby : Wishing Well
- T'Pau : China in Your Hand (en)
- The Who : My Generation / Who Are You

## Palmarès
Les lauréats apparaissent en caractères gras.

### Meilleur album britannique
- ...Nothing Like the Sun de Sting
  - Faith de George Michael
  - Actually de Pet Shop Boys
  - It's Better to Travel de Swing Out Sister
  - Bridge of Spies de T'Pau

### Meilleur single britannique
- Never Gonna Give You Up de Rick Astley
  - Love in the First Degree (en) de Bananarama
  - Pump Up the Volume de MARRS
  - It's a Sin de Pet Shop Boys
  - China in Your Hand (en) de T'Pau

### Meilleur artiste solo masculin britannique
- George Michael
  - Rick Astley
  - Chris Rea
  - Cliff Richard
  - Steve Winwood

### Meilleure artiste solo féminine britannique
- Alison Moyet
  - Kate Bush
  - Samantha Fox
  - Sinitta
  - Kim Wilde

### Meilleur groupe britannique
- Pet Shop Boys
  - Bee Gees
  - Def Leppard
  - Level 42
  - Whitesnake

### Meilleure vidéo britannique
- True Faith de New Order

### Meilleur producteur britannique
- Stock Aitken Waterman
  - Brian Eno
  - Julian Mendelsohn (en)
  - Paul Staveley O'Duffy (en)
  - Alan Tarney

### Révélation britannique
- Wet Wet Wet
  - Rick Astley
  - The Christians
  - Johnny Hates Jazz
  - T'Pau

Note : le lauréat a été désigné par un vote des auditeurs de BBC Radio 1. Les artistes suivant ont été éliminés lors du premier tour : Black, Curiosity Killed the Cat (en), Living in a Box, Mel & Kim, Pepsi & Shirlie (en), The Proclaimers, Swing Out Sister.

### Meilleur artiste solo international
- Michael Jackson
  - Whitney Houston
  - Madonna
  - Prince
  - Luther Vandross

### Meilleur groupe international
- U2
  - Bon Jovi
  - Fleetwood Mac
  - Heart
  - Los Lobos

### Révélation internationale
- Terence Trent D'Arby
  - Beastie Boys
  - LL Cool J
  - Los Lobos
  - Bruce Willis

### Meilleure bande originale de film
- Highlights from The Phantom of the Opera de Andrew Lloyd Webber
  - Dirty Dancing de divers artistes
  - La Bamba de Los Lobos et divers artistes
  - Les Misérables de Claude-Michel Schönberg et Herbert Kretzmer
  - Follies de Stephen Sondheim

### Meilleur disque de musique classique
- Symphonie nº 5 (Vaughan Williams) / Flos campi de Vernon Handley
  - The Mask of Time de Andrew Davis
  - Symphonies n° 2 et 8 de Roger Norrington
  - Symphonie nº 2 (Mahler) de Simon Rattle
  - Piano Concertos Op. 85 & 89 de Bryden Thomson

### Contribution exceptionnelle à la musique
- The Who

## Artistes à nominations multiples
- 3 nominations :
  - Rick Astley
  - Los Lobos
  - Pet Shop Boys
  - T'Pau

- 2 nominations :
  - George Michael

Aucun artiste ne remporte plus d'une récompense